# Xã Twin Groves, Quận Jasper, Missouri
Xã Twin Groves (tiếng Anh: Twin Groves Township) là một xã thuộc quận Jasper, tiểu bang Missouri, Hoa Kỳ. Năm 2010, dân số của xã này là 6.556 người.